# Dick Wolf
Richard Anthony Wolf (1946. december 20.) kétszeres Primetime Emmy-díjas amerikai televíziós producer, aki leginkább az Esküdt ellenségek-franchise készítőjeként ismert. Ő készítette továbbá a Chicago és az FBI sorozatokat is.
Négy könyvet is írt: Law & Order: Crime Scenes, The Intercept, The Execution és The Ultimatum.

## Élete
Manhattanben nevelkedett, zsidó apa és katolikus anya gyermekeként. Ministráns volt.
A Saint David's Schoolban és a Phillips Akadémián tanult. Tanulmányait a Pennsylvaniai Egyetemen folytatta, ahol a Zeta Psi testvériség tagja volt.

## A populáris kultúrában
A Balfékek című vígjátéksorozat Basic Lupine Urology című epizódja az Esküdt ellenségek paródiája; maga az epizód címe szójáték Dick Wolf nevével.